# Béatrice Uria-Monzon
Béatrice Uria-Monzon   (Agen, 28 de desembre de 1963 - Agen, 19 de juliol de 2025) fou una soprano i mezzosoprano francesa.

## Biografia
Fou filla del pintor basc Antonio Uría Monzón (1929-1996). La seva carrera va evolucionar cap a papers de soprano dramàtica, com ara el principal de Tosca de Giacomo Puccini, que va interpretar a Avinyó, a la Berlin Staatsoper, a l'Òpera de París i a La Scala de Milà. Va cantar diverses vegades al Gran Teatre del Liceu.